# 克耶族
克耶族（/kəjá/），又称红克伦（音译“克伦尼”），是克伦族的一个支系，主要分布在緬甸克耶邦和泰國最西北的夜丰颂府。克耶语属于藏缅语族克伦语支。缅甸政府1983年统计有14万克耶人，但实际人口肯定远远超过这个数目。
克耶邦西南部的贝族和克耶族关系密切。有一分支是著名的長頸族。